# Кляйн, Кельвин
Кельвин Ричард Кляйн (англ. Calvin Richard Klein; род. 19 ноября 1942[…], Бронкс, Нью-Йорк) — американский дизайнер одежды еврейского происхождения, в 1968 году основавший собственную компанию Calvin Klein Inc. и владевший ею до 2003 года.

## Биография
Родился 19 ноября 1942 года в Бронксе, округе Нью-Йорка, в еврейской семье. Сын предпринимателя средней руки Лео Кляйна и его жены Флоры (девичья фамилия Стерн; 1909—2006). Лео иммигрировал в Нью-Йорк из деревни Бояны (современная Черновицкая область, Украина), в то время как Флора родилась в США в семье иммигрантов из Галиции и Буковины, Австро-Венгрия (современная Украина).
В 18 лет окончил нью-йоркскую Высшую школу искусств и дизайна, затем два года учился в Технологическом институте моды. В 1962—1968 годах работал в различных модных домах Нью-Йорка, время от времени подрабатывал уличным художником.
В 1968 году вместе с другом детства Барри Шварцем основал в Нью-Йорке фирму Calvin Klein, Ltd, занимавшуюся изначально мужской верхней одеждой и постепенно перешедшую на дизайн одежды для женщин.
Довольно скоро к модельеру пришёл успех. Три года подряд (1973—1975) его коллекции завоёвывали премии Коти.
В 1978 году Кляйн первый в мире моды начал представлять на подиумах и продавать «дизайнерские джинсы». Лейбл Calvin Klein на заднем кармане дорогих джинсов стал одной из первых ласточек того, что позже назвали «логоманией».
Рекламные кампании Кельвина Кляйна нередко оборачивались скандалом. Один из них связан с провокационным рекламным плакатом «Тайная вечеря от Кляйна», который напоминал знаменитую фреску Леонардо да Винчи, с полуобнажёнными моделями обоих полов в джинсах вместо апостолов. В ходе судебных разбирательств Кельвину пришлось выплатить церкви миллион долларов.
В 1992 году он выпускает рекламный плакат с полураздетыми юной моделью и актрисой Кейт Мосс и актёром и музыкантом Марки Марком. Новая модель одежды подходила для обоих полов, поэтому Кляйна считают родоначальником стиля унисекс. Следующий скандал разгорелся в 1999 году, когда дизайнер начал выпуск новой серии нижнего белья для детей и подростков, рекламные плакаты которой многие сочли чрезмерно фривольными.
В 2003 году Кельвин Кляйн продал свою фирму производителю рубашек «Phillips-Van Heusen Corporation». Сумма сделки составила 430 млн долларов.

### Личная жизнь
В 1964 году Кельвин женился на Джейн Сентер, и у них родилась дочь Марси. Спустя десять лет, в 1974 году, супруги развелись. Четыре года спустя Марси была похищена с целью выкупа в размере 100 тысяч долларов. Её держали в заложницах 9 часов, пока выкуп не был заплачен. Похитители были схвачены. Позднее Марси стала одним из продюсеров шоу Saturday Night Live.
В 1986 году Кляйн женился на своей ассистентке, выпускнице Нью-Йоркского института моды Келли Ректор, которая в то время работала в его компании. В 2006 году этот брак тоже распался.
В 2010 году Кляйн начал встречаться с бывшим порноактёром и бисексуалом Ником Грубером, который был моложе его на 48 лет. У Грубера были проблемы с наркотиками, и в 2012 пара разошлась.
С 2016 года состоит в отношениях с Кевином Бейкером, который младше его на 45 лет.

## В популярной культуре
В первой части трилогии «Назад в будущее» героя картины Марти МакФлая, попавшего в 1955 год, мать постоянно называет Кельвином Кляйном, поскольку прочитала название бренда Calvin Klein на его одежде и решила, что это его имя, поскольку в то время было принято вышивать имя владельца на личных вещах.

## Награды
- «Премия Коти[англ.]» (трижды — 1973, 1974 и 1975).
- Четыре раза удостаивался премий CFDA.